# Here (növénynemzetség)
A here (Trifolium) a hüvelyesek (Fabales) rendjébe és a pillangósvirágúak (Fabaceae) családjába tartozó növénynemzetség. Egyes fajai lóhere néven is ismertek.
A lucernafajoktól (Medicago spp.) eltérően a herefajok kis méretű, apró magvú, fejecskékben álló hüvelyterméseit elfedik a rájuk száradt sziromlevelek vagy a megnagyobbodott, esetenként felfújt csésze.
A lucernafajokhoz hasonlóan a herefajok gyökerén is nitrogéngyűjtő baktériumok telepednek meg gyökérgümőket képezve. A gyökérgümőkben felhalmozott nitrogén már hasznos tápanyag más növények számára, így a herefajok beszántásával is javítható a talaj minősége, termőképessége, gyakran használják őket a vetésforgóban.

## Rendszerezés
A nemzetségbe az alábbi fajok tartoznak:
- Trifolium acaule A. Rich.
- Trifolium affine C. Presl
- Trifolium africanum Ser.
- Trifolium aintabense Boiss. & Hausskn.
- Trifolium albopurpureum Torr. & A. Gray
- Trifolium alexandrinum L.
- Trifolium alpestre L.
- Trifolium alpinum L. – havasi here
- Trifolium amabile Kunth
- Trifolium ambiguum M. Bieb.
- Trifolium amoenum Greene
- Trifolium andersonii A. Gray
- Trifolium andinum Nutt.
- Trifolium andricum Lassen
- Trifolium angulatum Waldst. & Kit. – sziki here
- Trifolium angustifolium L.
- Trifolium apertum Bobrov
- Trifolium argutum Banks & Sol.
- Trifolium arvense L. - tarlóhere
- Trifolium attenuatum Greene
- Trifolium aureum Pollich – arany here
- Trifolium baccarinii Chiov.
- Trifolium badium Schreb.
- Trifolium barbeyi Gibelli & Belli
- Trifolium barbigerum Torr.
- Trifolium barnebyi (Isely) Dorn & Lichvar
- Trifolium batmanicum Katzn.
- Trifolium beckwithii W. H. Brewer ex S. Watson
- Trifolium bejariense Moric.
- Trifolium berytheum Boiss. & Blanche
- Trifolium bifidum A. Gray
- Trifolium bilineatum Fresen.
- Trifolium billardierei Spreng.
- Trifolium bivonae Guss.
- Trifolium blancheanum Boiss.
- Trifolium bocconei Savi
- Trifolium boissieri Guss. ex Soy.-Will. & Godr.
- Trifolium bolanderi A. Gray
- Trifolium brandegeei S. Watson
- Trifolium breweri S. Watson
- Trifolium brutium Ten.
- Trifolium buckwestiorum Isely
- Trifolium bullatum Boiss. & Hausskn.
- Trifolium burchellianum Ser.
- Trifolium calcaricum J. L. Collins & Wieboldt
- Trifolium calocephalum Fresen.
- Trifolium campestre Schreb., Hop Trefoil
- Trifolium canescens Willd.
- Trifolium carolinianum Michx.
- Trifolium caucasicum Tausch
- Trifolium caudatum Boiss.
- Trifolium cernuum Brot.
- Trifolium cheranganiense J. B. Gillett
- Trifolium cherleri L.
- Trifolium chilaloense Thulin
- Trifolium chilense Hook. & Arn.
- Trifolium chlorotrichum Boiss. & Balansa
- Trifolium ciliolatum Benth.
- Trifolium cinctum DC.
- Trifolium clusii Godr. & Gren.
- Trifolium clypeatum L.
- Trifolium congestum Guss.
- Trifolium constantinopolitanum Ser.
- Trifolium cryptopodium Steud. ex A. Rich.
- Trifolium cyathiferum Lindl.
- Trifolium dalmaticum Vis.
- Trifolium dasyphyllum Torr. & A. Gray
- Trifolium dasyurum C. Presl
- Trifolium davisii M. Hossain
- Trifolium decorum Chiov.
- Trifolium depauperatum Desv.
- Trifolium dichotomum Hook. & Arn.
- Trifolium dichroanthoides Rech. f.
- Trifolium dichroanthum Boiss.
- Trifolium diffusum Ehrh.
- Trifolium dolopium Heldr. & Hausskn. ex Gibelli & Belli
- Trifolium douglasii House
- Trifolium dubium Sibth. – apró here
- Trifolium echinatum M. Bieb.
- Trifolium elgonense J. B. Gillett
- Trifolium eriocephalum Nutt.
- Trifolium eriosphaerum Boiss.
- Trifolium erubescens Fenzl
- Trifolium euxinum Zohary
- Trifolium eximium Stephan ex Ser.
- Trifolium fragiferum L. – eperhere
- Trifolium fucatum Lindl.
- Trifolium gemellum Pourr. ex Willd.
- Trifolium gillettianum Jacq.-Fél.
- Trifolium glanduliferum Boiss.
- Trifolium globosum L.
- Trifolium glomeratum L.
- Trifolium gordejevii (Kom.) Z. Wei
- Trifolium gracilentum Torr. & A. Gray
- Trifolium grandiflorum Schreb.
- Trifolium gymnocarpon Nutt.
- Trifolium haussknechtii Boiss.
- Trifolium haydenii Porter
- Trifolium heldreichianum (Gibelli & Belli) Hausskn.
- Trifolium hirtum All.
- Trifolium howellii S. Watson
- Trifolium hybridum L.
- Trifolium incarnatum L. – bíbor here
- Trifolium israeliticum Zohary & Katzn.
- Trifolium isthmocarpum Brot.
- Trifolium jokerstii Vincent & Rand. Morgan
- Trifolium juliani Batt.
- Trifolium kingii S. Watson
- Trifolium lanceolatum (J. B. Gillett) J. B. Gillett – lándzsás here
- Trifolium lappaceum L.
- Trifolium latifolium (Hook.) Greene
- Trifolium latinum Sebast.
- Trifolium leibergii A. Nelson & J. F. Macbr.
- Trifolium lemmonii S. Watson
- Trifolium leucanthum M. Bieb.
- Trifolium ligusticum Balb. ex Loisel.
- Trifolium longidentatum Nábelek
- Trifolium longipes Nutt.
- Trifolium lucanicum Gasp. ex Guss.
- Trifolium lugardii Bullock
- Trifolium lupinaster L. – farkashere
- Trifolium macilentum Greene
- Trifolium macraei Hook. & Arn.
- Trifolium macrocephalum (Pursh) Poir.
- Trifolium masaiense J. B. Gillett
- Trifolium mattirolianum Chiov.
- Trifolium mazanderanicum Rech. f.
- Trifolium medium L.
- Trifolium meduseum Blanche ex Boiss.
- Trifolium meironense Zohary & Lerner
- Trifolium michelianum Savi.
- Trifolium micranthum Viv.
- Trifolium microcephalum Pursh
- Trifolium microdon Hook. & Arn.
- Trifolium miegeanum Maire
- Trifolium monanthum A. Gray
- Trifolium montanum L.
- Trifolium mucronatum Willd. ex Spreng.
- Trifolium multinerve A. Rich.
- Trifolium mutabile Port.
- Trifolium nanum Torr.
- Trifolium neurophyllum Greene
- Trifolium nigrescens Viv.
- Trifolium noricum Wulfen
- Trifolium obscurum Savi
- Trifolium obtusiflorum Hook. & Arn.
- Trifolium ochroleucum Huds.
- Trifolium oliganthum Steud.
- Trifolium ornithopodioides L.
- Trifolium owyheense Gilkey
- Trifolium pachycalyx Zohary
- Trifolium palaestinum Boiss.
- Trifolium pallescens Schreb.
- Trifolium pallidum Waldst. & Kit.
- Trifolium pannonicum Jacq. – magyar here
- Trifolium parnassi Boiss. & Spruner
- Trifolium parryi A. Gray
- Trifolium patens Schreb.
- Trifolium patulum Tausch
- Trifolium pauciflorum d'Urv.
- Trifolium petitianum A. Rich.
- Trifolium philistaeum Zohary
- Trifolium phitosianum N. Böhling et al.
- Trifolium phleoides Pourr. ex Willd.
- Trifolium physanthum Hook. & Arn.
- Trifolium physodes Steven ex M. Bieb.
- Trifolium pichisermollii J. B. Gillett
- Trifolium pignantii Brongn. & Bory
- Trifolium pilczii Adamović
- Trifolium pilulare Boiss.
- Trifolium pinetorum Greene
- Trifolium plebeium Boiss.
- Trifolium plumosum Douglas
- Trifolium polymorphum Poir.
- Trifolium polyodon Greene
- Trifolium polyphyllum C. A. Mey.
- Trifolium polystachyum Fresen.
- Trifolium praetermissum Greuter et al.
- Trifolium pratense L. – réti here
- Trifolium prophetarum M. Hossain
- Trifolium pseudostriatum Baker f.
- Trifolium purpureum  Loisel.
- Trifolium purseglovei J. B. Gillett
- Trifolium quartinianum A. Rich.
- Trifolium radicosum Boiss. & Hohen.
- Trifolium reflexum L.
- Trifolium repens L. – fehér here
- Trifolium resupinatum L.
- Trifolium retusum L. – pusztai here
- Trifolium riograndense Burkart
- Trifolium roussaeanum Boiss.
- Trifolium rubens L.
- Trifolium rueppellianum Fresen.
- Trifolium salmoneum Mouterde
- Trifolium saxatile All.
- Trifolium scabrum L.
- Trifolium schimperi A. Rich.
- Trifolium scutatum Boiss.
- Trifolium sebastianii Savi
- Trifolium semipilosum Fresen.
- Trifolium setiferum Boiss.
- Trifolium simense Fresen.
- Trifolium sintenisii Freyn
- Trifolium siskiyouense J. M. Gillett
- Trifolium somalense Taub.
- Trifolium spadiceum L.
- Trifolium spananthum Thulin
- Trifolium spumosum L.
- Trifolium squamosum L.
- Trifolium squarrosum L.
- Trifolium stellatum L.
- Trifolium steudneri Schweinf.
- Trifolium stipulaceum Thunb.
- Trifolium stoloniferum Muhl. ex A. Eaton
- Trifolium stolzii Harms
- Trifolium striatum L. – sávos here
- Trifolium strictum L. – sudár here
- Trifolium subterraneum L. – földbentermő here
- Trifolium suffocatum L.
- Trifolium sylvaticum Gérard ex Loisel. – erdei here
- Trifolium tembense Fresen.
- Trifolium thalii Vill.
- Trifolium thompsonii C. V. Morton
- Trifolium tomentosum L.
- Trifolium triaristatum Bertero ex Colla
- Trifolium trichocalyx A. Heller
- Trifolium trichocephalum M. Bieb.
- Trifolium trichopterum Pančić
- Trifolium tumens Steven ex M. Bieb.
- Trifolium ukingense Harms
- Trifolium uniflorum L. – egyvirágú here
- Trifolium usambarense Taub.
- Trifolium variegatum Nutt.
- Trifolium vavilovii Eig
- Trifolium velebiticum Degen
- Trifolium velenovskyi Vandas
- Trifolium vernum Phil. – tavaszi here
- Trifolium vesiculosum Savi – hólyagos here
- Trifolium vestitum D. Heller & Zohary
- Trifolium virginicum Small
- Trifolium wentzelianum Harms
- Trifolium wettsteinii Dörfl. & Hayek
- Trifolium wigginsii J. M. Gillett
- Trifolium willdenovii Spreng.
- Trifolium wormskioldii Lehm.